# Ansökningar om olympiska sommarspelen 2020
Sex städer ansökte om olympiska sommarspelen 2020. Den 7 september 2013 i Buenos Aires, Argentina valde Internationella Olympiska Kommittén Tokyo, Japan som arrangör för spelen. De andra städerna som ansökte var Baku, Doha, Istanbul, Madrid och Rom. Roms ansökan drogs tillbaka i februari 2012 och Doha och Baku valdes bort av IOK den 23 maj 2012.

## Datum
- 2011:

16 maj – IOK skickar ut brev där de bjuder in de nationella olympiska kommittéerna att nominera städer.
Juli och augusti – IOK uppmanar kommittéerna att skicka in papper gällande samarbete med WADA innan 19 juli. IOK vill också veta ifall intresse finns för att hålla spelen utanför de föreslagna datumen (15 juli till 31 augusti).
1 september – Sista dagen för kommittéerna att nominera städer.
Oktober – IOK håller ett informationsseminarium för de ansökande städerna.
- 2012:

15 februari – Fullständiga ansökningar ska ha lämnats in till IOK.
23 maj – IOK beslutar vilka av de nominerade städerna som ska bli officiella kandidater.
- 2013:

Januari – Inlämnade av de officiella ansökningsböckerna
Mars och april – IOK besöker de officiella kandidaterna för utvärdering.
Juni – Rapporten från utvärderingen släpps.
7 september – IOK väljer värdstad.

## Resultat
På IOK:s kongress i Buenos Aires 7 september 2013 valdes Tokyo till arrangör för olympiska sommarspelen 2020.
| Stad     | Nation  | Omgång 1 | Extraomgång | Omgång 2 |
| Tokyo    | Japan   | 42       | -           | 60       |
| Istanbul | Turkiet | 26       | 49          | 36       |
| Madrid   | Spanien | 26       | 45          | -        |

## Ansökningar

### Officiella ansökningar

#### Istanbul
Turkiets talman Mehmet Ali Şahin meddelade 30 april 2010, i ett tal till kongressen för internationella idrottspressförbundet AIPS, att landet planerade att ansöka om olympiska sommarspelen 2020. Vid invigningen av European Youth Olympic Festival i Trabzon den 24 juli 2011, bekräftade premiärministern  Recep Tayyip Erdoğan tillsammans med ordföranden i Turkiets Olympiska Kommitté att Istanbul skulle söka spelen. Erdogan tillkännagav den 13 augusti i ett TV-tal att Turkiet skulle ansöka. Han motiverade Turkiets ansökan med att främja idrotten och den olympiska andans inflytande på världsfreden. Han tillade att Turkiets växande ekonomi och stabilitet genom globala finanskriser, samt investeringar i sportanläggningar gjorde det självklart att arrangera ett olympiskt spel. Detta blev Istanbuls femte ansökan då de tidigare sökt om sommarspelen 2000, 2004, 2008 och 2012. Erdogan påpekade i sitt tal att staden och landet har lärt sig mycket sedan den första ansökan och att deras förutsättningar nu var mycket bättre.
2002 stod Ataturks Olympastadium, med plats för 75 000 åskådare, klar. Arenan uppfyller internationell och olympisk standard för friidrott och fotboll. Erdogan sa i sitt tal att investeringar i anläggningar för tennis och friidrott pågick samt att järnvägslinjer byggdes för att binda samman sportanläggningar.

#### Madrid
Madrid ansökte om olympiska sommarspelen 2016 men förlorade värdskapet i sista omgången mot Rio de Janeiro. Madrid sökte också sommarspelen 2012 men slutade då trea, två poäng från att gå till sista omgången. Madrids borgmästare, Alberto Ruiz-Gallardon, uttalade under februari 2010 att staden skulle ansöka, om han blev omvald i valet under början av 2011. Då han blev omvald togs frågan om en ansökan upp igen under 2011 och Gallardon fick stöd av ordföranden i Spaniens Olympiska Kommitté, Alejandro Blanco. Tack vare de tidigare ansökningarna var budgeten för denna ansökan bara hälften så stor som budgeten 2016.
Madrids stadsfullmäktige röstade 20 juli för en ansökan. Vice borgmästaren Manuel Cobo sa i samband med omröstningen att 80 procent av anläggningarna redan fanns på plats. Dagen efter beslutet fick staden uppbackning av Spaniens Olympiska Kommitté. 
Strax efter att Madrid ansökt skapade No queremos Madrid 2020, en grupp som arbetade emot ett spel i Madrid, en hemsida där de samlade motstånd mot ansökan. De ansåg att eftersom Madrid förlorat två gånger tidigare så skulle det bli likadant denna gång. Den 8 september meddelade Madrids borgmästare Ruiz Gallardon att Alejandro Blanco, ordförande i Spaniens Olympiska Kommitté, skulle leda stadens ansökan, istället för Ruiz själv som har lett de senaste två ansökningarna.

#### Tokyo
Tokyo ansökte likt Madrid om olympiska sommarspelen 2016, men slutade trea. Strax efter Tokyos förlust visade Hiroshima intresse för att ansöka om spelen 2020, eventuellt tillsammans med Nagasaki som ligger 300 km från Hiroshima. Japans Olympiska Kommitté avvisade dock en gemensam ansökan tillsammans med IOK då de inte accepterade ansökningar som är delade mellan två städer. Hiroshima gav senare även upp kampen för en egen ansökan då det finansiella och folkliga stödet var dåligt. Japans Olympiska Kommitté valde sedan att fokusera på en ansökan från Tokyo.
Tokyos ansökan äventyrades ordentligt efter jordbävningen vid Tohoku den 11 mars 2011. Planerna på att ansöka lades åt sidan då staden vill lägga pengarna på att återuppbygga skadade delar av staden. Den Olympiska Kommittén insisterade trots katastrofen att staden skulle ansöka då de ansåg det skulle främja återuppbyggandet av staden och ena det splittrade landet. Den japanska ansökan blev officiell vid firandet av Japans Olympiska Kommittés hundraårsjubileum. IOK:s ordförande, Jacques Rogge var inbjuden till firandet och välkomnade den japanska ansökan. Guvernören i Tokyo, Shintaro Ishihara, valdes av landets olympiska kommitté till ordförande för ansökningskommittén.

### Bortvalda ansökningar

#### Baku
Azerbajdzjan ansökte om olympiska sommarspelen 2016, men fick lägst poäng i IOK:s utvärdering som ligger till grund för vilka ansökningar som blir officiella och blev inte utvald.  
Efter detta uttalade sig ansvarig minister i Azerbajdzjan att landet planerade att ansöka om olympiska sommarspelen 2020. Han sa även att landet hade lärt sig mycket av ansökningsprocessen och att de hade fått stor erfarenhet.
Bakus ansökan blev känd först 1 september 2011 då Azerbajdzjans Olympiska Kommitté tillkännagav sin ansökan. Ansökan lämnades in till IOK redan två veckor före tillkännagivandet. Baku hade redan 13 av de anläggningar som behövdes för spelen, och ytterligare 24 var under uppbyggande. Dessutom byggdes en olympiastadion med plats för 60 000 åskådare som planerades vara färdig 2015.

#### Doha
Doha ansökte också om olympiska sommarspelen 2016 men valdes bort av IOK med motiveringen att de inte accepterade planerna på att hålla spelen i oktober för att undvika de varma sommarmånaderna. Doha anklagade IOK för att de egentligen "stängde dörren för arabvärlden".
Qatar efterfrågade under sommaren 2011 IOK om tillstånd för att ansöka trots deras planer på att arrangera spelen utanför de datum IOK vill att spelen ska hållas, 15 juli till 31 augusti. Den 26 augusti 2011 meddelade IOK att de accepterade en ansökan från Qatar med planer på att hålla spelen senare under året. IOK påpekade att Qatar måste, trots att de får hålla spelen senare, förlägga tävlingarna för att underlätta för idrottarna. Senare samma dag meddelade Qatars Olympiska Kommitté, Shejk Tamim bin Hamad Al-Thani, att landet skulle ansöka om olympiska sommarspelen 2020. Han tackade IOK och Jacques Rogge för beslutet som gjorde deras ansökan möjlig. Enligt Al-Thani så hade de lärt sig mycket av sin tidigare ansökan.

### Avbrutna ansökningar

#### Rom
Då olympiska sommarspelen 2016 inte tilldelades ett europeiskt land ansåg Italiens Olympiska Kommitté (CONI) att det var en bra tid för en italiensk ansökan. Till en början var intresset att få ansöka störst från Venedig med kringliggande städer. Den 19 maj 2010 valde CONI att Rom skulle få ansöka för Italien. Enligt CONI valdes Rom då Venedig inte uppfyllde IOK:s krav, främst att spelen skulle blivit för utspridda. Roms ansökan har en föreslagen budget på 61 miljoner USD. 70 procent av anläggningarna ska enligt ansökan redan vara byggda. Rom planerade att hålla spelen i två områden, Foro Italico och Tor Vergata. Foro Italico var centrum för olympiska sommarspelen 1960 som Rom arrangerade och i området finns Stadio Olimpico med plats för 80 000 åskådare, en nybyggd tennisarena med plats för 10 500 åskådare och en simanläggning från världsmästerskapen 2009. Tor Vergata var ett nytt sportcentrum som byggdes i Roms utkanter.
Den 14 februari 2012 meddelade Italiens premiärminister Mario Monti att landet drar tillbaka sin ansökan då den innebar en för stor risk för landets ekonomi.

## Val av officiella ansökningar
Fram till den 23 maj då IOK beslutade vilka ansökningar som skulle accepteras som officiella tog IOK:s arbetsgrupp fram en rapport över ländernas förmåga att arrangera spelen utifrån flera olika faktorer som låg till grund för IOK:s beslut. I varje kategori ger de olika medlemmarna i arbetsgruppen poäng och den lägsta samt högsta poängen som delades ut presenteras i tabellen.
| Högsta poäng i området. | Lägsta poäng i området. |

| Sportanläggningar                                | 6,0 | 8,0 | 7,0 | 9,0  | 4,0 | 7,0 | 5,0 | 8,5 | 8,0 | 9,0 |
| Olympisk by                                      | 6,0 | 8,0 | 8,0 | 9,0  | 5,0 | 8,0 | 7,0 | 9,5 | 7,0 | 9,0 |
| Press- och sändningscenter                       | 6,0 | 8,0 | 8,0 | 9,0  | 4,0 | 6,0 | 7,0 | 9,0 | 6,0 | 9,0 |
| Erfarenhet från tidigare sportevenemang          | 5,5 | 7,0 | 7,0 | 8,0  | 3,5 | 5,5 | 5,0 | 7,5 | 7,5 | 8,5 |
| Miljö och väderförhållande                       | 5,0 | 7,0 | 5,5 | 8,0  | 4,0 | 7,0 | 4,0 | 6,0 | 7,5 | 9,0 |
| Boende                                           | 6,0 | 8,0 | 9,0 | 10,0 | 3,0 | 5,0 | 5,0 | 8,0 | 8,0 | 9,0 |
| Transportkoncept                                 | 5,0 | 7,0 | 8,0 | 9,0  | 4,0 | 7,0 | 6,0 | 8,0 | 8,0 | 9,0 |
| Medicinsk service och dopningskontroller         | 7,0 | 8,0 | 7,0 | 9,0  | 5,0 | 7,0 | 8,0 | 9,0 | 8,0 | 9,0 |
| Säkerhet                                         | 6,0 | 7,0 | 7,0 | 9,0  | 4,0 | 6,0 | 6,0 | 7,0 | 7,0 | 8,0 |
| Telekommunikation                                | 6,0 | 8,0 | 9,0 | 9,0  | 5,0 | 7,0 | 7,0 | 8,0 | 9,0 | 9,0 |
| Energi                                           | 6,0 | 8,0 | 5,0 | 8,0  | 4,0 | 5,5 | 7,0 | 9,0 | 8,0 | 9,0 |
| Rättsliga frågor, seder och immigration          | 7,0 | 9,0 | 7,0 | 9,0  | 6,0 | 7,0 | 6,0 | 7,0 | 7,0 | 9,0 |
| Statligt och folkligt stöd samt rättsliga frågor | 8,0 | 9,0 | 6,0 | 9,0  | 7,0 | 9,0 | 8,0 | 9,0 | 7,0 | 9,0 |
| Finans och marknadsföring                        | 6,0 | 8,0 | 7,0 | 8,0  | 4,0 | 6,0 | 8,0 | 9,0 | 5,0 | 8,0 |

I rapporten sammanställde arbetsgruppen olika yttrande gällande huruvida de tyckte att IOK skulle välja ansökan som officiell. Istanbuls ansökan omnämndes i rapporten som lovande och med bra potential, men om ansökan skulle bli vald som officiell ansökan finns det behov av förbättringar inom vissa områden. Tokyo hyllades mer eller mindre i rapporten och omnämndes som mycket väl förbered för ett arrangemang av den här storleken. Rapporten påvisar att Bakus ansökan inte var tillräckligt utvecklad och stadens infrastruktur inte räcker till för arrangemanget och avrådde IOK från att godkänna ansökan. Gällande Dohas ansökan lämnade arbetsgruppen valet öppet för IOK huruvida de ville godkänna ansökan. Rapporten uttrycker dock flera risker med spelen och tar särskilt upp problemen med kravet om att spelen skulle hållits senare på året än normalt. Madrids ansökan utpekas som mycket stark i rapporten men med ett frågetecken gällande det ekonomiska läget i landet, arbetsgruppen uttryckte stöd för ett godkännande av ansökan.
IOK valde sedermera att välja ut Istanbul, Tokyo och Madrid som officiella ansökningar..

## Potentiella ansökningar
Här listas städer och länder som på olika nivåer planerade att ansöka men inte gjorde det. En del av dessa avvisade aldrig ansökan men ansökte inte.
- Berlins borgmästare sa efter att München förlorat kampen om olympiska vinterspelen 2018 att han ville se Berlin ansöka om sommarspelen 2020. Men Tysklands Olympiska Kommitté ansåg att det var för sent att inleda en ansökan.[37]
- Brisbane var den australienska staden som visade störst intresse för att få ansöka om olympiska sommarspelen 2020.[38] Även Perth visade intresse att få ansöka.[39] Brisbane planerade att förlägga spelen samtidigt som jubileet av James Cooks första resa över Stilla havet.[40]
- Budapests stadsfullmäktige diskuterade under 2010 om huruvida det vore aktuellt för staden att ansöka.[41]
- Bukarest beslutade att inte fortskrida med sin ansökan eftersom stadsfullmäktige ansåg att det var ouppnåeligt.[42]
- Busan avbröt sina planer på en ansökan då den sydkoreanska staden Pyeongchang fick olympiska vinterspelen 2018.[43]
- Casablanca föreslogs för en ansökan under 2020-talet av Marockos idrottsminister, Moncef Belkhayat i mars 2011. Belkhayat ville inte peka ut ett specifikt spel men höll dörren öppen för spelen 2020. Marocko valde dock att inte söka utan fokuserar på antingen 2024 eller 2028. I Casablanca byggs just nu en ny arena, Grand Stade de Casablanca,  med plats för 80 000 åskådare.[44] Strax efter valet av värd för sommarspelen 2016 nämndes Marockos huvudstad Rabat som möjlig kandidat.[45]
- Delhi arrangerande samväldesspelen 2010 vilket skapade hopp om att staden skulle söka olympiska spelen.[46] Indiens idrottsminister påpekade redan innan samväldesspelen att Indien inte var redo för att söka ett spel då landet inte har vad som krävs gällande infrastruktur och ekonomi.[47]
- Dubai funderade på att ansöka om en ansökan men valde att satsa mot sommarspelen 2024.[48]
- Durban togs fram av Sydafrikas Olympiska Kommitté (SASCOC) till deras ansökan men Sydafrikas parlament röstade nej till en ansökan då de ville använda pengarna till andra ändamål.[49] SASCOC satsar istället mot en ansökan om olympiska sommarspelen 2024.[50] Utöver Durban visade även Port Elizabeth, Kapstaden och Johannesburg intresse om att ansöka, men Durban var den enda som formellt ansökte hos SASCOC.[51] I efterhand har de övriga städerna hävdat att SASCOC inte bjudit in dem att ansöka formellt, vilket SASCOC förnekar.[52]
- Guadalajara valdes i maj 2006 som arrangerade för panamerikanska spelen 2011, ordföranden i Mexikos Olympiska Kommitté sa före valet att om staden skulle få spelen vore det aktuellt att även ansöka om olympiska sommarspelen 2020.[53]
- Kairo kallades för att ansöka om spelen av Mahmoud Ahmad Ali, ordförande i Egyptens Olympiska Kommitté, vid firandet av kommitténs 100-årsjubileum. Planerna stannade upp i samband med den Egyptiska revolutionen 2011.[38]
- Lissabon föreslogs ansöka om antingen olympiska sommarspelen 2016 eller 2020 av Vincente Moura, ordförande i Portugals Olympiska Kommitté.[54]
- Paris inväntade resultatet av Annecys ansökan om olympiska vinterspelen 2018 men valde trots den franska alpstadens nederlag att vänta med en ansökan till 2024, då det är 100 år sedan de senaste sommarspelen i Paris.[55]
- St Petersburgs guvernör sade till ryska medier 2008 att staden skulle söka sommarspelen 2020, men att det krävdes att regeringen och presidenten stödjer ansökan. Han lade även till att om det inte skulle bli en ansökan om 2020 lär det bli en för 2024.[38][56]
- Toronto planerade en ansökan men meddelade den 11 augusti att finansiella problem stod i vägen för en ansökan, detta trots att ansökningar visade att det folkliga stödet i området var mycket högt.[57]

- Los Angeles, Dallas, Detroit, Tulsa, Minneapolis, Las Vegas, Boston och New York visade alla intresse för att få ansöka om olympiska sommarspelen 2020.[58] USA:s Olympiska Kommitté (USOC) sa redan i september 2010 att landet inte skulle ansöka 2020.[59] Trots detta förde USOC en diskussion med IOK som förberedde en eventuell ansökan i sista minuten.[60] Den 22 augusti bekräftade USOC att de inte skulle ansöka, utan satsa på olympiska vinterspelen 2022.[61] Las Vegas efterfrågade efter detta IOK om tillstånd att få ansöka utan USOC, för att invänta deras stöd fram tills 15 februari 2012. IOK nekade Las Vegas denna möjlighet.[62]